# Sportovní lezení na Letních olympijských hrách 2024 – kombinace žen
Soutěž žen v kombinaci lezení na obtížnost a bouldering na olympijských hrách v Paříži 2024 se konala od 6. do 10. srpna 2024.

## Systém soutěže
Na předchozích olympijských hrách se uskutečnila kombinace skládající se z lezení na rychlost, boulderingu a lezení na obtížnost. Pro rok 2024 se Mezinárodní olympijský výbor rozhodl uspořádat rychlostní soutěž samostatně.

### Hodnocení

#### Bouldering
Součástí soutěže byly čtyři bouldery. Zónové chyty bylo nutné ovládat alespoň jednou rukou, horní chyt (top) oběma rukama. Body se udělovaly za nejvyšší ze tří dosažených bodů: horní (25), druhá zóna (10) nebo první zóna (5). Nebylo nezbytně nutné dosáhnout průběžných bodů. Za každý pokus se odečetlo 0,1 bodu.

#### Obtížnost
Body byly udělovány za každý chyt v sestupném pořadí, počínaje shora. Prvních deset chytů mělo hodnotu 4 body, dalších deset 3 body atd. Za vrchol, tj. dosažení nejvyššího držení a připevnění posledního jištění, získala závodnice 100 bodů. Pokud bylo dosaženo nejvyššího chytu, ale vrcholové jištění nebylo zacvaknuto, bylo uděleno 99,9 bodů. Pokud se poslední chyt použil k přesunu na další nedosažený chyt, skóre se zvýšilo o 0,1 bodu.

#### Celkem
Dva dílčí výsledky se sečetly a získal se celkový výsledek.

## Kvalifikované sportovkyně
| Soutěž                                      | Datum                                   | Místo konání      | Místa | Kvalifikovaná sportovkyně  |
| ------------------------------------------- | --------------------------------------- | ----------------- | ----- | -------------------------- |
| Pořadatelská země                           | Pořadatelská země                       | Pořadatelská země | 0     | —                          |
| Mistrovství světa ve sportovním lezení 2023 | 1.–12. srpna 2023                       | Bern              | 3     | Janja Garnbretová          |
| Mistrovství světa ve sportovním lezení 2023 | 1.–12. srpna 2023                       | Bern              | 3     | Jessica Pilzová            |
| Mistrovství světa ve sportovním lezení 2023 | 1.–12. srpna 2023                       | Bern              | 3     | Ai Moriová                 |
| Panamerické hry 2023                        | 21.–24. října 2023                      | Santiago de Chile | 1     | Natalia Grossmanová        |
| Kvalifikace Evropy 2023                     | 26.–29. října 2023                      | Laval             | 1     | Oriane Bertoneová          |
| Kvalifikace Asie 2023                       | 9.–12. listopadu 2023                   | Jakarta           | 1     | Čang Jüe-tchung            |
| Kvalifikace Oceánie 2023                    | 24.–26. listopadu 2023                  | Melbourne         | 1     | Oceana Mackenzieová        |
| Kvalifikace Afriky 2023                     | 7.–10. prosince 2023                    | Pretorie          | 1     | Lauren Mukheibirová        |
| Olympijská kvalifikační série               | 16.–19. května 2024 20.–23. června 2024 | Šanghaj Budapešť  | 10    | Brooke Raboutouová         |
| Olympijská kvalifikační série               | 16.–19. května 2024 20.–23. června 2024 | Šanghaj Budapešť  | 10    | Mihó Nonakaová             |
| Olympijská kvalifikační série               | 16.–19. května 2024 20.–23. června 2024 | Šanghaj Budapešť  | 10    | Erin McNeiceová            |
| Olympijská kvalifikační série               | 16.–19. května 2024 20.–23. června 2024 | Šanghaj Budapešť  | 10    | So Čche-hjon               |
| Olympijská kvalifikační série               | 16.–19. května 2024 20.–23. června 2024 | Šanghaj Budapešť  | 10    | Luo Č'-lu                  |
| Olympijská kvalifikační série               | 16.–19. května 2024 20.–23. června 2024 | Šanghaj Budapešť  | 10    | Jevhenija Kazbekovová      |
| Olympijská kvalifikační série               | 16.–19. května 2024 20.–23. června 2024 | Šanghaj Budapešť  | 10    | Mia Kramplová              |
| Olympijská kvalifikační série               | 16.–19. května 2024 20.–23. června 2024 | Šanghaj Budapešť  | 10    | Lucia Dörffelová           |
| Olympijská kvalifikační série               | 16.–19. května 2024 20.–23. června 2024 | Šanghaj Budapešť  | 10    | Zélia Avezouová            |
| Olympijská kvalifikační série               | 16.–19. května 2024 20.–23. června 2024 | Šanghaj Budapešť  | 10    | Camilla Moroniová          |
| Realokace                                   | Realokace                               | Realokace         | 2     | Laura Rogoraová            |
| Realokace                                   | Realokace                               | Realokace         | 2     | Molly Thompsonová-Smithová |
| Celkem                                      | Celkem                                  | Celkem            | 20    |                            |
| – účastnice olympijských her 2020 v Tokiu   |                                         |                   |       |                            |

## Semifinále
| Pořadí | Sportovec                  | Země                   | Boulder (body) | Boulder (body) | Boulder (body) | Boulder (body) | Boulder (body) | Obtížnost (body) | Celkem (body) |
| Pořadí | Sportovec                  | Země                   | 1              | 2              | 3              | 4              | Σ              | Obtížnost (body) | Celkem (body) |
| ------ | -------------------------- | ---------------------- | -------------- | -------------- | -------------- | -------------- | -------------- | ---------------- | ------------- |
| 1.     | Janja Garnbretová          | Slovinsko              | 25,0           | 25,0           | 24,9           | 24,7           | 99,6           | 96,1             | 195,7         |
| 2.     | Jessica Pilzová            | Rakousko               | 9,8            | 10,0           | 24,5           | 24,5           | 68,8           | 88,1             | 156,9         |
| 3.     | Brooke Raboutouová         | Spojené státy americké | 24,4           | 24,9           | 9,8            | 24,6           | 83,7           | 72,1             | 155,8         |
| 4.     | Ai Moriová                 | Japonsko               | 0,0            | 24,6           | 4,7            | 24,7           | 54,0           | 96,1             | 150,1         |
| 5.     | Oriane Bertoneová          | Francie                | 24,9           | 24,9           | 25,0           | 9,7            | 84,5           | 45,1             | 129,6         |
| 6.     | Oceana Mackenzieová        | Austrálie              | 25,0           | 24,9           | 24,8           | 4,9            | 79,6           | 45,1             | 124,7         |
| 7.     | Erin McNeiceová            | Velká Británie         | 3,0            | 24,7           | 24,9           | 3,0            | 59,6           | 64,1             | 123,7         |
| 8.     | So Čche-hjon               | Jižní Korea            | 3,0            | 24,8           | 9,7            | 4,7            | 44,2           | 72,1             | 116,3         |
| 9.     | Mihó Nonakaová             | Japonsko               | 24,8           | 24,6           | 10,0           | 3,0            | 64,4           | 51,1             | 115,5         |
| 10.    | Luo Č'-lu                  | Čína                   | 4,8            | 24,9           | 9,4            | 24,5           | 63,6           | 48,1             | 111,7         |
| 11.    | Natalia Grossmanová        | Spojené státy americké | 9,8            | 25,0           | 9,8            | 24,6           | 69,2           | 39,1             | 108,3         |
| 12.    | Camilla Moroniová          | Itálie                 | 3,0            | 24,5           | 10,0           | 24,5           | 64,0           | 36,1             | 100,1         |
| 13.    | Čang Jüe-tchung            | Čína                   | 4,8            | 10,0           | 10,0           | 4,9            | 29,7           | 68,0             | 97,7          |
| 14.    | Zélia Avezouová            | Francie                | 4,7            | 24,7           | 10,0           | 9,9            | 49,3           | 45,1             | 94,4          |
| 15.    | Jevhenija Kazbekovová      | Ukrajina               | 4,9            | 24,8           | 3,0            | 4,8            | 39,5           | 45,1             | 84,6          |
| 16.    | Lucia Dörffelová           | Německo                | 3,0            | 9,7            | 9,8            | 4,7            | 29,2           | 51,1             | 80,3          |
| 17.    | Mia Kramplová              | Slovinsko              | 4,6            | 9,9            | 9,7            | 4,2            | 28,4           | 51,1             | 79,5          |
| 18.    | Laura Rogoraová            | Itálie                 | 0,0            | 4,4            | 3,0            | 3,8            | 13,2           | 57,1             | 70,3          |
| 19.    | Molly Thompsonová-Smithová | Velká Británie         | 0,0            | 4,8            | 3,0            | 0,0            | 9,8            | 57,0             | 66,8          |
| 20.    | Lauren Mukheibirová        | Jihoafrická republika  | 0,0            | 0,0            | 0,0            | 0,0            | 0,0            | 4,1              | 004,1         |

## Finále
| Pořadí           | Sportovec           | Země                   | Boulder (body) | Boulder (body) | Boulder (body) | Boulder (body) | Boulder (body) | Obtížnost (body) | Celkem (body) |
| Pořadí           | Sportovec           | Země                   | 1              | 2              | 3              | 4              | Σ              | Obtížnost (body) | Celkem (body) |
| ---------------- | ------------------- | ---------------------- | -------------- | -------------- | -------------- | -------------- | -------------- | ---------------- | ------------- |
| Zlatá medaile    | Janja Garnbretová   | Slovinsko              | 25,0           | 24,8           | 25,0           | 9,6            | 84,4           | 84,1             | 168,5         |
| Stříbrná medaile | Brooke Raboutouová  | Spojené státy americké | 24,7           | 24,8           | 24,9           | 9,6            | 84,0           | 72,0             | 156,0         |
| Bronzová medaile | Jessica Pilzová     | Rakousko               | 24,9           | 24,6           | 5,0            | 4,8            | 59,3           | 88,1             | 147,4         |
| 4.               | Ai Moriová          | Japonsko               | 0,0            | 9,7            | 24,8           | 4,5            | 39,0           | 96,1             | 135,1         |
| 5.               | Erin McNeiceová     | Velká Británie         | 24,9           | 25,0           | 0,0            | 9,6            | 59,5           | 68,1             | 127,6         |
| 6.               | So Čche-hjon        | Jižní Korea            | 9,5            | 4,8            | 4,8            | 9,8            | 28,9           | 76,0             | 104,9         |
| 7.               | Oceana Mackenzieová | Austrálie              | 25,0           | 24,8           | 4,9            | 5,0            | 59,7           | 45,1             | 104,8         |
| 8.               | Oriane Bertoneová   | Francie                | 25,0           | 24,9           | 0,0            | 9,6            | 59,5           | 45,0             | 104,5         |